# Prerrogativa real nas monarquias constitucionais
A Prerrogativa Real é um órgão de autoridade habitual de privilégios e imunidades, reconhecida em lei comum e, às vezes, em jurisdições de direito civil possuindo na monarquia como pertencente ao soberano sozinho. É o meio pelo qual alguns dos poderes executivos do governo, investidos em uma monarquia, dizem respeito ao processo de como a governança de seu estado são realizadas. Prerrogativas individuais podem ser abolidos pelo Parlamento, apesar de existir no Reino Unido um procedimento especial.
Embora em algumas repúblicas chefes de Estado possuam poderes semelhantes, não são coincidentes, contendo uma série de diferenças fundamentais.
Na Inglaterra, os poderes da prerrogativa eram originalmente exercidos pelo monarca agindo sozinho, sem um requisito observado pelo consentimento do parlamento ou da Magna Carta. Todavia, desde a ascensão da Casa de Hanôver têm sido geralmente exercida sobre o conselho do primeiro-ministro ou o Gabinete, que por sua vez é responsável perante o Parlamento, de forma exclusiva, salvo em assuntos da Família Real, pelo menos desde os tempos da Rainha Vitória.
Tipicamente, em democracias liberais que são as Monarquias Constitucionais, como as da Dinamarca, Japão ou Suécia, a Prerrogativa Real serve como uma função cerimonial prescrito no poder do Estado.

## Definição
No Reino da Inglaterra (até 1707), no Reino da Grã-Bretanha (1707-1800) e no Reino Unido (desde 1801), a Prerrogativa Real historicamente foi uma das características centrais da governança do reino.
O teórico constitucional AV Dicey dá a definição padrão do que os poderes prerrogativos são:
 …the remaining portion of the Crown's original authority, and it is therefore... the name for the residue of discretionary power left at any moment in the hands of the Crown, whether such power be in fact exercised by the King himself or by his Ministers. 
O escopo da Prerrogativa Real é difícil de determinar. É claro que a existência e a extensão do poder é uma questão de direito comum, fazendo com que os tribunais tenham o árbitro final afirmar se há ou não um determinado tipo de prerrogativa.

## Exercício Ministerial das prerrogativas do monarca
Hoje, algumas prerrogativas são exercidas diretamente por ministros sem a aprovação do Parlamento, incluindo, no Reino Unido, os poderes para regular o serviço público, expedir passaportes. Alguns poderes prerrogativos são exercidos nominalmente pelo monarca, mas a conselho do primeiro-ministro, com qual o monarca se reúne em uma base semanal, e sob o conselho do  Gabinete do Reino Unido. Algumas áreas-chave do sistema britânico de governo ainda são realizadas por meio da Prerrogativa Real, mas seu uso tem vindo a diminuir com funções progressivamente legais.
Ao contrário da crença generalizada, a Prerrogativa Real não é constitucionalmente ilimitada. Enquanto o soberano tem o direito de promulgar (isto é, criar e proclamar) nova lei, é uma forma de reserva de energia não utilizada constitucionalmente (Sua Majestade, como Chefe de Estado do Reino Unido e os outros reinos da Commonwealth, tem o direito de usar a Prerrogativa Real sobre qualquer nação onde ela é Chefe de Estado).
No Case of Proclamations (1611) durante o reinado do rei Jaime I, os  juízes de direito comum nos tribunais ingleses enfaticamente afirmaram que possuíam o direito de determinar os limites da Prerrogativa Real. Desde a Revolução Gloriosa (1688), que trouxe os co-monarcas Maria II e Guilherme III ao poder; esta interpretação da existência de um poder separado e distinto do Poder Judiciário não foi contestado pela Coroa.

## Commonwealth
Em reinos da Commonwealth, a Prerrogativa Real varia significativamente de uma prerrogativa no Reino Unido, e é exercida pelo representante do monarca, o governador-geral. A Constituição de um reino Commonwealth pode limitar drasticamente a prerrogativa de formas que não se aplicam no Reino Unido e muitos atos governamentais realizados sob a prerrogativa no Reino Unido são dados com efeito pela Constituição ou leis do Parlamento em um reino da Commonwealth.

### Canadá
No Canadá, em sua maior parte, a Prerrogativa Real é o mesma que no Reino Unido, limitada por convenção constitucional, embora o seu exercício e ocorre  através do Governador Geral do Canadá ou pelo Lieutenant governor das Províncias e territórios do Canadá. A Prerrogativa Real no Canadá é amplamente estabelecidos na Parte III da Constitution Act, 1867, em particular a seção 9. Outras seções, como a 15, estabelece a Prerrogativa Real em relação às Forças Armadas.A Prerrogativa Real no Canadá, estende-se para a concessão de honrarias, como explicado pelo Court of Appeal for Ontario em Black v. Chrétien (sobre Conrad Black ter direito a uma nomeação para o Câmara dos Lordes, enquanto um cidadão canadense) outras prerrogativas Reais, como a prerrogativa de misericórdia, também transita no contexto canadense.
O poder de emitir passaportes também permanece sob a Prerrogativa Real no Canadá. Os termos para a emissão de passaportes pelo Ministro dos Negócios Estrangeiros, em nome da Coroa são estabelecidos na Canadian Passport Order.

## Espanha
A Constituição espanhola de 1978, no título II A Coroa,  artigo 62, delineia os poderes do rei, enquanto Título IV Governo e Administração, artigo 99, define o papel do rei no governo. No entanto, por  convenção constitucional estabelecida por João Carlos I, o rei exerce suas prerrogativas ao ter solicitado o conselho do governo. Receber conselho do governo não necessariamente vincula o monarca em execução ao conselho, salvo quando prescritos pela Constituição.
 Compete ao Rei:
A. sancionar e promulgar as leis;
B. para convocar e dissolver o Cortes Generales e para convocar eleições, nas condições previstas na Constituição;
C. de convocar um referendo nos casos previstos na Constituição;
D. de propor um candidato para Presidente do Governo e, conforme o caso, nomeá-lo ou removê-lo do cargo, conforme previsto na Constituição;
E. nomear e exonerar os membros do  Governo sobre a proposta do seu Presidente;
F. para emitir os decretos acordados entre o Conselho de Ministros da Espanha  para conferir os empregos a civis e militares e prêmios de homenagem e distinções, em conformidade com a lei;
G. para manter-se informado sobre assuntos de Estado e, para este fim,  presidir as reuniões do Conselho de Ministros sempre que o julgue oportuno, a pedido do presidente do Governo;
H. para exercer o comando supremo da Forças Armadas;
I. para exercer o direito de conceder perdões, em conformidade com a lei, mas não poderá autorizar indultos gerais;
J. para exercer o Alto Patrocínio da Academia Real.